# Mia Radotić
Mia Radotić (Međimurje, 2 december 1984) is een Kroatische wielrenster.
Radotić is meervoudig Kroatisch kampioene op de weg (7 maal), in de tijdrit (11 maal) en in het veldrijden (3 maal). Ze reed vanaf de oprichting in 2014 bij de Sloveense ploeg BTC City Ljubljana. In 2020 reed Radotić voor één seizoen bij Cogeas-Mettler Pro Cycling Team. Waar ze tevens haar professionele carrière afrondde. Ze is een jongere zus van wielrenner Bruno Radotić; ook haar vader en grootvader waren wielrenner. Op 28 juli 2015 won ze het tussensprintklassement van La Course en werd ze 20e in de eindsprint van de eendaagse wielerwedstrijd voor vrouwen op de Avenue des Champs-Élysées in Parijs, voorafgaand aan de laatste etappe van de Ronde van Frankrijk voor mannen.

## Palmares

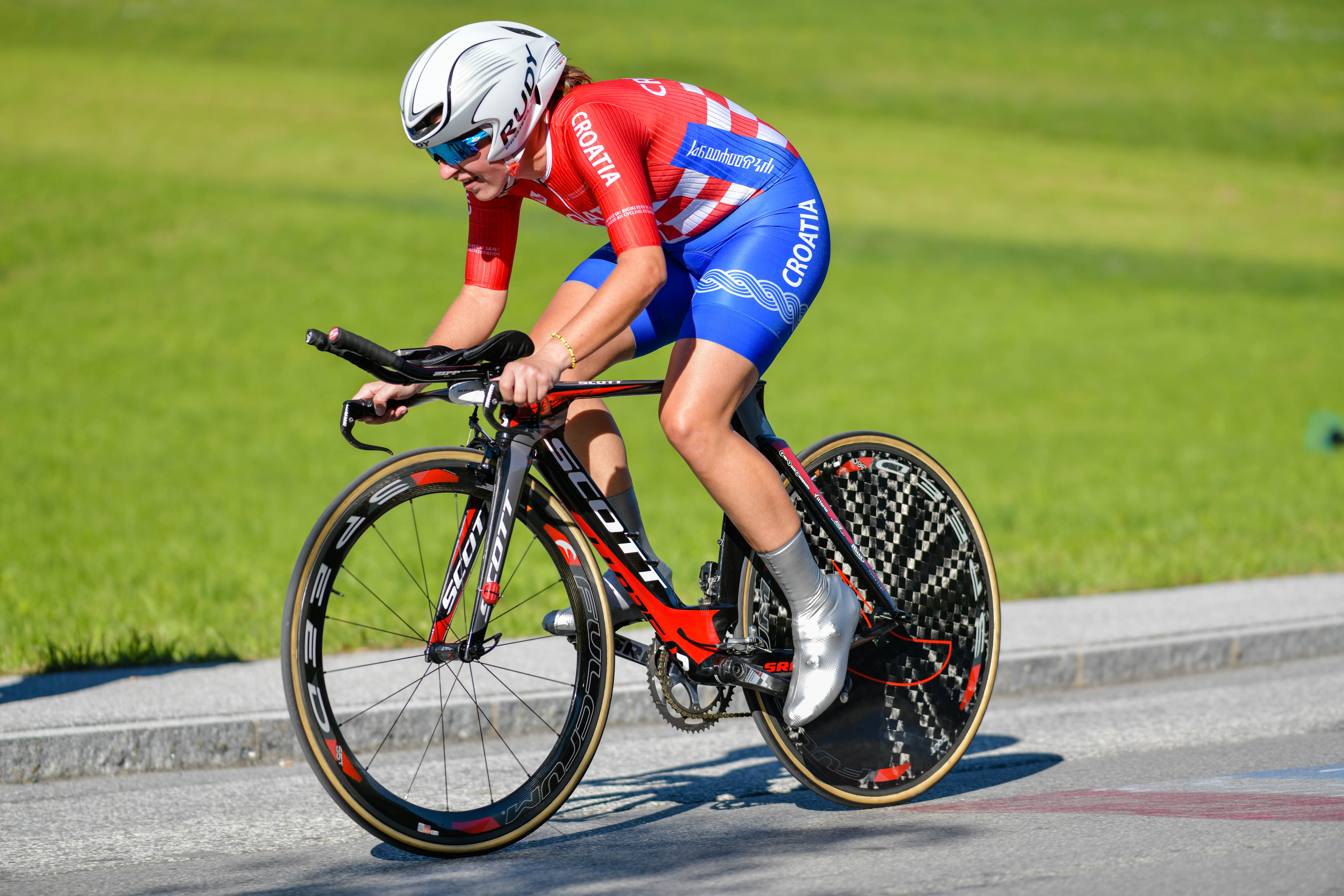
Mia Radotić tijdens het WK tijdrijden 2018.

2009
- Kroatisch kampioene tijdrijden
- Kroatisch kampioenschap op de weg

2010
- Kroatisch kampioenschap op de weg

2011
- Kroatisch kampioene op de weg
- Kroatisch kampioene tijdrijden
- Kroatisch kampioenschap veldrijden

2012
- Kroatisch kampioene op de weg
- Kroatisch kampioene tijdrijden
- Kroatisch kampioene veldrijden

2013
- Kroatisch kampioene tijdrijden
- Kroatisch kampioenschap op de weg
- Kroatisch kampioenschap veldrijden

2014
- Kroatisch kampioene op de weg
- Kroatisch kampioene tijdrijden
- Kroatisch kampioene veldrijden

2015
- Kroatisch kampioene op de weg
- Kroatisch kampioene tijdrijden

2016
- Kroatisch kampioene op de weg
- Kroatisch kampioene tijdrijden

2017
- Kroatisch kampioene op de weg
- Kroatisch kampioene tijdrijden

2018
- Kroatisch kampioene op de weg
- Kroatisch kampioene tijdrijden
- Kroatisch kampioene veldrijden

2019
- Kroatisch kampioene tijdrijden

2020
- Kroatisch kampioene tijdrijden

2021
- Kroatisch kampioene tijdrijden

2022
- Kroatisch kampioene tijdrijden